# Gissey-sous-Flavigny
Gissey-sous-Flavigny é uma comuna francesa na região administrativa da Borgonha-Franco-Condado, no departamento de Côte-d'Or. Estende-se por uma área de 10,33 km². Em 2010 a comuna tinha 89 habitantes (densidade: 8,6 hab./km²).